# Ileved
Ileved (dansk) eller Ilewitt (tysk) er en bebyggelse beliggende cirka 2 kilometer nordøst for Lose på halvøen Svans i det østlige Sydslesvig. Administrativ hører stedet under Lose kommune i Rendsborg-Egernførde kreds i delstaten Slesvig-Holsten i det nordlige Tyskland. I kirkelig henseende hører Ileved under Risby Sogn. Sognet hørte i den danske periode under Risby Herred (senere Svans godsdistrikt, 1853-1864 Egernførde Herred) i Hertugdømmet Slesvig, som var dansk lensområde. Tæt på Ileved ligger lokaliteten Tolsryd (på ældre dansk Thorsrye, tysk Tolsrüh) og godset Kohøved.
Gården var indtil 1799 mejereigård til Sakstrup gods. 1865 blev gården delt i Ny og Gammel Ileved. Stednavnet er sammensat af Ile for igle (sml. oldnordisk īgull) og -ved for (ryddet) skov. På nedertysk blev det senere til Ilewitt . 